# Kappa de Capricorn
Kappa de Capricorn (κ Capricorni) és un estel a la Constel·lació de Capricorn de magnitud aparent +4,74. Al costat de Nashira (γ Capricorni), Deneb Algedi (δ Capricorni), ε Capricorni i altres estels d'Aquari i de la constel·lació dels Peixos, a la Xina formaven Luy Pei Chen, «el camp atrinxerat».
Kappa de Capricorn és una gegant groga de tipus espectral G8III amb una temperatura efectiva de 5.033 - 5.038 K. És 87 vegades més lluminosa que el Sol i, com la major part dels estels del nostre entorn, és un estel del disc fi. El seu radi, calculat mitjançant models teòrics, és 12 vegades més gran que el radi solar, mentre que la mesura directa del seu diàmetre angular en una ocultació lunar (1,80 ± 0,30 mil·lisegons d'arc) dona un radi 17 vegades major que el del Sol. Gira sobre si mateixa amb una velocitat de rotació projectada de 3,7 km/s.
Kappa de Capricorn exhibeix una metal·licitat —abundància relativa d'elements més pesats que l'heli— notablement inferior a la del Sol ([Fe/H] = -0,43), pràcticament un terç de la del nostre estel. Té una massa estimada de gairebé tres masses solars i una edat entre 340 i 560 milions d'anys. S'hi troba a 294 anys llum (90 parsecs) de distància del sistema solar.